# Stadtbezirk
Stadtbezirk è un vocabolo tedesco (al plurale: Stadtbezirke, letteralmente settore di città) che può essere tradotto in italiano con "distretto urbano".
Uno Stadtbezirk è una suddivisione amministrativa di una grande città. In Germania, le città che hanno queste suddivisioni sono di solito quelle con più di 150 000 abitanti. Uno Stadtbezirk contiene in genere più quartieri (in tedesco: Ortsteil o  Stadtteil).
Talora una città autonoma entra a far parte di un raggruppamento metropolitano più ampio, come Stadtbezirk. Per esempio, Wattenscheid, città autonoma (in tedesco: Stadt) fino al 1974, è ora uno Stadtbezirk contenuto all'interno della città di Bochum, nella regione della Ruhr, nello stato federale Renania Settentrionale-Vestfalia.